# EuroVelo

Eurovelo – Európai kerékpáros útvonalak. A 17-es vonal nincs rajta a térképen: a 15-ös vonal folytatásaként tart dél felé a Földközi-tenger partjára

Az EuroVelo, teljes nevén az Európai Kerékpárút-hálózat az Európai Kerékpáros Szövetség terve 16 hosszútávú, egész Európát átszelő kerékpárút kialakítására. Ezen utak teljes hossza több mint 70 000 km, melyből több mint 45 000 km már elkészült. 2009-ben az úthálózat kiegészítésre került a 13-as és 15-ös útvonallal, a legújabb a 19-es. A 13-as útvonal a Vasfüggöny mentén került kijelölésre, és Magyarországot is érintő szakaszát 2014. augusztus 19-én adták át.
Az EuroVelo utak hasonló elképzeléseket tükröznek, mint az Egyesült Államokban a Greenway projektek, például az East Coast Greenway. Az EuroVelo utakat az egész kontinenst átszelő kerékpártúrákra tervezik, a már meglévő kerékpárutak összekötésével. Természetesen ezeket az EuroVelo útvonalakat a helyi kerékpáros forgalomban is igénybe lehet majd venni. Magyarországon négy EuroVelo útvonal halad át: az Atlanti-óceántól a Fekete-tengerig futó EV6; a Norvégiából Görögországba tartó EV11; az EV13 (a Vasfüggöny útvonal), valamint az EV14, a Közép-Európa vizei útvonal.
Az Európai Unió jelenleg anyagilag nem támogatja az EuroVelo programját, ez a későbbiekben változhat. Magyarországon a kerékpárutak felmérését és az EuroVelo-hálózathoz csatolását a Gazdasági és Közlekedési Minisztérium megbízottja végzi el.

## EuroVelo útvonalak röviden

### Észak–déli útvonalak
EV 1 – Atlantic Coast Route (Atlanti-parti útvonal): Északi-fok–Sagres 8186 km
EV 3 – Pilgrims Route (Zarándokok útvonala): Trondheim–Santiago de Compostela 5122 km
EV 5 – Via Romea Francigena: London–Róma és Brindisi 3900 km
EV 7 – Sun Route (Napfény útvonal): Északi-fok–Málta 6000 km
EV 9 – Baltic – Adriatic (Balti-tenger–Adriai-tenger, Borostyánkő útvonal): Gdańsk–Pula 1930 km
EV 11 – East Europe Route (Kelet-európai útvonal): Északi-fok–Athén 5964 km
EV 13 – Iron Curtain Trail (Vasfüggöny útvonal): Jeges-tenger–Törökország 10400 km
EV 15 – Rhine Route (Rajna menti kerékpárút): Svájc–Hollandia 1320 km
EV 17 – Rhone Cycle Route (Rhône menti kerékpárút): Svájc–Franciaország 1115 km
EV 19 - Meuse Cycle Route (Maas menti kerékpár útvonal): Hollandia–Franciaország 1166 km

### Nyugat – keleti útvonalak
EV 2 – Capitals Route (Fővárosok útvonal): Galway–Moszkva 5500 km
EV 4 – Central Europe Route (Közép-európai útvonal): Roscoff–Kijev 4000 km
EV 6 – Atlantic – Black Sea (Atlanti-óceán–Fekete-tenger, Folyók útvonala): Nantes–Konstanca 3653 km
EV 8 – Mediterranean Route (Mediterrán útvonal): Cádiz–Athén 5388 km

### Körutak
EV 10 – Baltic Sea Cycle Route (Balti-tengeri kerékpár útvonal): (Hanza kör): 7930 km
EV 12 – North Sea Cycle Route (Északi-tengeri kerékpár útvonal): 5932 km
Teljes hálózat: 63 505 km

## Az EuroVelo céljai és ügyintézés
Az EuroVelo célja, hogy bátorítsa az embereket: utazásaik nagy részében a biciklizést részesítsék előnyben az autózással szemben. Bár néhány embernek csodálatos élménye lesz a kontinenst átszelő kerékpártúrák közben, de az EuroVelo útjainak nagy része lokális lesz – iskolába, boltba, munkába járásra és hobbi célból használják majd. De az EuroVelo túrák sokkal izgalmasabbak és elbűvölőbbek lesznek, mert a kerékpárosok tudni fogják, hogy eltúrázhatnak Moszkvába, Athénba vagy akár Santiago de Compostelába.
Az EuroVelo útvonalak fejlesztői az országok nemzeti és regionális kormányzati szervei, a helyi önkormányzatok, a nonprofit szervezetek az összes európai országban. Nemzetközileg az EuroVelo segít az útvonalalapítás előkészületeiben, és a politikai támogatás megszerzésében az építéshez, segít az útvonalak kiválogatásában. Az útvonalakat az EuroVelo-val kell koordinálni és jóváhagyatni, ez így biztosítja a jó minőséget a használóknak, és az útvonal létrehozójának.
A tervek szerint a teljes hálózat 2020-ra készül el.

## Az EuroVelo útvonalak főbb pontjai
| Útvonal száma | Útvonal neve                                                        | Érintett főbb városok | Érintett országok | Hossz (km) |
| ------------- | ------------------------------------------------------------------- | --- | --- | ---------- |
| EV1           | Atlantic Coast Route (Atlanti-parti útvonal)                        | Északi-fok (EV7, EV11) – Norvég partvonal – Trondheim (EV3) – Bergen (EV12) – Aberdeen (EV12) – Inverness (EV12) – Glasgow – Stranraer – Belfast – Galway (EV2) – Cork – Rosslare – Fishguard – Bristol (EV2) – Plymouth – Roscoff (EV4) – Nantes (EV6) – La Rochelle – Pamplona (EV3) – Salamanca – Sagres                                                                    | Norvégia, Egyesült Királyság, Írország, Franciaország, Spanyolország, Portugália | 8186       |
| EV2           | Capitals Route (Fővárosok útvonal)                                  | Galway (EV1) – Dublin – Holyhead – Bristol (EV1) – London (EV5) – Harwich – Rotterdam (EV12, EV15, EV19) – Hága – Arnhem (EV19) - Münster (EV3) – Berlin (EV7) – Poznań (EV9) – Varsó (EV11) – Minszk – Moszkva | Írország, Egyesült Királyság, Hollandia, Németország, Lengyelország, Fehéroroszország, Oroszország | 5500       |
| EV3           | Pilgrims Route (Zarándokok útvonala)                                | Santiago de Compostela – Leon – Pamplona (EV1) – Bordeaux – Tours (EV6) – Orléans (EV6) – Párizs – Namur (EV5, EV19) – Aachen (EV4) – Münster (EV2) – Hamburg (EV12) – Odense (EV10) – Viborg – Frederikshaven (EV12) – Göteborg (EV12) – Oslo – Roros – Trondheim (EV1) | Spanyolország, Franciaország, Belgium, Németország, Dánia, Svédország, Norvégia | 5122       |
| EV4           | Central Europe Route (Közép-európai útvonal)                        | Roscoff (EV1) – Francia Atlanti-partvidék – Le Havre – Calais (EV5) – Middelburg – Aachen (EV3) – Bonn – Frankfurt am Main – Cheb (EV13) - Prága (EV7) – Brno (EV9) – Krakkó (EV11) – Lviv – Kijev | Franciaország, Belgium, Hollandia, Németország, Csehország, Lengyelország, Ukrajna | 4000       |
| EV5           | Via Romea Francigena                                                | London (EV2) – Canterbury – Calais (EV4) – Brüsszel – Namur (EV3, EV19) – Luxemburg – Saarbrücken - Sarreguemines - Strasbourg – Bázel (EV6) – Luzern – Milánó – Piacenza (EV8) – Parma – Firenze (EV7) – Siena – Róma (EV7) – Brindisi | Egyesült Királyság, Franciaország, Belgium, Luxemburg, Svájc, Olaszország | 3900       |
| EV6           | Atlantic – Black Sea (Atlanti-óceán–Fekete-tenger, Folyók útvonala) | Nantes (EV1) – Tours (EV3) – Orléans (EV3) – Nevers – Chalon-sur-Saône – Bázel (EV5) – Passau – Ybbs an der Donau (EV7) – Linz – Bécs (EV9) – Pozsony – Budapest – Belgrád (EV11) – Kladovo (EV13) - Bukarest – Konstanca | Franciaország, Svájc, Németország, Ausztria, Szlovákia, Magyarország, Szerbia, Románia, Bulgária | 3653       |
| EV7           | Sun Route (Napfény útvonal)                                         | Északi-fok (EV1, EV11) – Haparanda (EV10) – Sundsvall (EV10) – Közép-Svédország – Koppenhága (EV10) – Gedser – Rostock (EV10) – Berlin (EV2) – Prága (EV4) – Ybbs an der Donau (EV7) – Salzburg – Mantova (EV8) – Bologna – Firenze (EV5) – Róma (EV5) – Nápoly – Siracusa – Málta                                                                                             | Norvégia, Finnország, Svédország, Dánia, Németország, Csehország, Ausztria, Olaszország, Málta | 6000       |
| EV8           | Mediterranean Route (Mediterrán útvonal)                            | Cádiz – Málaga – Almería – Valencia – Barcelona – Monaco – Piacenza (EV5) – Mantova (EV7) – Ferrara – Velence – Trieszt (EV9) – Fiume – Split – Dubrovnik – Tirana – Pátra – Athén (EV11) | Spanyolország, Franciaország, Monaco, Olaszország, Szlovénia, Horvátország, Bosznia-Hercegovina, Montenegró, Albánia, Görögország, Ciprus | 5388       |
| EV9           | Baltic – Adriatic (Balti-tenger–Adriai-tenger, Borostyánkő útvonal) | Gdańsk (EV10) – Poznań (EV2) – Wrocław – Olomouc – Brno (EV4) – Reinthal - Bécs (EV6) – Maribor – Ljubljana – Trieszt (EV8) – Pula | Lengyelország, Csehország, Ausztria, Szlovénia, Olaszország, Horvátország | 1930       |
| EV10          | Baltic Sea Cycle Route (Balti-tengeri kerékpár útvonal, Hanza kör)  | Szentpétervár – Helsinki (EV11) – Vaasa – Oulu – Haparanda (EV7) – Sundsvall (EV7) – Stockholm – Ystad – Malmö – Koppenhága (EV7) – Odense (EV3) – Rostock (EV7) – Gdańsk (EV9) – Kalinyingrád – Klaipėda – Riga – Tallinn (EV11) – Szentpétervár | Oroszország, Finnország, Svédország, Dánia, Németország, Lengyelország, Litvánia, Lettország, Észtország | 7930       |
| EV11          | East Europe Route (Kelet-európai útvonal)                           | Északi-fok (EV1, EV7) – Finn-tóvidék – Helsinki (EV10) – Tallinn (EV10) – Tartu – Vilnius – Varsó (EV2) – Krakkó (EV4) – Kassa – Szeged - Belgrád (EV6) – Szkopje – Szaloniki – Athén (EV8) | Norvégia, Finnország, Észtország, Lettország, Litvánia, Lengyelország, Szlovákia, Magyarország, Szerbia, Észak-Macedónia, Görögország | 5964       |
| EV12          | North Sea Cycle Route (Északi-tengeri kerékpár útvonal)             | Bergen (EV1) – Stavanger – Kristiansand – Göteborg (EV3) – Varberg – Grenaa – Frederikshavn (EV3) – Hirtshals – Esbjerg – Hamburg (EV3) – Hága (EV2) – Rotterdam (EV2, EV15, EV19) – Harwich (EV2) – Kingston upon Hull – Newcastle – Edinburgh – Aberdeen (EV1) – Inverness (EV1) – Thurso – Orkney-szigetek – Shetland-szigetek – Bergen (EV1)                               | Norvégia, Svédország, Dánia, Németország, Hollandia, Belgium, Egyesült Királyság | 5932       |
| EV13          | Iron Curtain Trail (Vasfüggöny útvonal)                             | Kirkenes – Sodankylä (EV11) - Lappeenranta – Szentpétervár (EV10) – Tallinn (EV10) – Riga (EV10) – Kalinyingrád (EV10) – Gdańsk (EV9, EV10) – Lübeck (EV10) – Cheb (EV4) – Pozsony (EV6) – Sopron – Pélmonostor (EV6) – Szeged – Versec - Kladovo (EV6) - Zaječar - Pirot - Dragoman - Strumitsa - Petrich - Smolyan - Kyprinos - Svilengrad - Edirne - Malko Tarnovo - Rezovo | Norvégia, Finnország, Oroszország, Észtország, Lettország, Litvánia, Lengyelország, Németország, Csehország, Ausztria, Szlovákia, Magyarország, Szlovénia, Horvátország, Románia, Szerbia, Bulgária, Észak-Macedónia, Görögország, Törökország | 10400      |
| EV15          | Rhine Route (Rajna menti kerékpár útvonal)                          | Andermatt – Chur – Schaffhausen – Básel (EV5-EV6) – Huningue – Neuf-Brisach – Strasbourg (EV5) – Lauterbourg – Karlsruhe – Ludwigshafen – Mannheim – Mainz – Wiesbaden – Bingen – Koblenz – Bonn – Köln – Düsseldorf – Duisburg – Xanten – Arnhem (EV19) – Utrecht – Rotterdam (EV2, EV12, EV19)                                                                               | Svájc, Franciaország, Németország, Hollandia | 1320       |
| EV17          | Rhone Cycle Route (Rhône menti kerékpár útvonal)                    | Brig – Sion – Montreux – Lausane – Genf – Lyon – Valence – Avignon – Montpellier – Marseille | Svájc, Franciaország | 1115       |
| EV19          | Meuse Cycle Route (Maas menti kerékpár útvonal)                     | Langres – Pagny-sur-Meuse – Namur (EV3, EV19) – Liège – Roermond – Arnheim (EV15) – Rotterdam (EV2, EV12, EV15) | Franciaország, Belgium, Hollandia | 1166       |

## Az útvonalakról

### Az útvonalak számozása
Jelenleg 15 útvonal van a hálózatban, mégis a legmagasabb számú út a 17-es. Ez azért van, mert a páratlan számmal jelzett útvonalak haladnak észak-déli irányban, a páros számmal jelzett útvonalak pedig vagy nyugat-keleti irányban haladnak, vagy körutak. Észak-déli útvonalból több van, mint nyugat-déliből és körútból, ezért nincs egyelőre 14-es és 16-os útvonal.

### EuroVelo 1

Az EuroVelo 1 nyomvonala

Az EuroVelo 1 (Atlantic Coast Route; magyarul: Atlanti-parti útvonal) észak felől halad dél felé. Kiindulópontja Norvégia, az Északi-fok. Az útvonal végig az Atlanti-óceán partja közelében halad. A túrát úgy tervezték, hogy aki végig teljesíteni szeretné, annak több helyen komppal kell átkelnie, például Norvégiából az Egyesült Királyságba. Az út nagy része, például a norvég és a spanyol szakasz egyelőre kivitelezés alatt van. A norvég szakasz még tervezés alatt, a spanyol és ír-északír szakaszok egy része kivitelezés alatt áll, míg a brit, portugál és francia szakaszok, illetve az ír-északír szakaszok egy része kitáblázott.

#### AzEuroVelo 1által érintett országok
- Norvégia
- Egyesült Királyság
- Írország
- Franciaország
- Spanyolország
- Portugália

##### Izland
Az EuroVelo emberei elképzelhetőnek tartják, hogy hamarosan Izland is csatlakozzon az EuroVelo hálózathoz, egészen pontosan az 1. útvonalhoz, az Atlanti parti útvonalhoz. Adam Bosor, az EuroVelo igazgatója 2015 nyarán Izlandon járt, hogy felmérje a kerékpározási lehetőségeket.

### EuroVelo 2

Az EuroVelo 2 nyomvonala

Az EuroVelo 2 (Capitals Route; magyarul: Fővárosok útvonal) egy nyugat-keleti útvonal. Az útvonal nevét arról kapta, hogy hat fővárost is érint vagy a tervek szerint érinteni fog. Az útvonal csak az Egyesült Királyságban van kitáblázva, az ír szakasz egy részén és Németországban már készül, az ír szakasz kezdetén és Lengyelországtól Oroszországig még tervezés alatt áll.

#### Az EuroVelo 2 által érintett országok
- Írország
- Egyesült Királyság
- Hollandia
- Németország
- Lengyelország
- Fehéroroszország
- Oroszország

### EuroVelo 3

Az EuroVelo 3 nyomvonala

Az EuroVelo 3 (Pilgrims Route; magyarul: Zarándokok útvonala) egy észak-déli útvonal. A norvégiai Trondheimből halad Santiago de Compostelába, Spanyolországba. Az útvonal követi a régi utak nyomait, amit a nagy zarándokok használtak a középkorban. Az útvonal hét országon halad át. Ezek az országok fejlett kerékpárúthálózattal rendelkeznek, amelyet ki is használ az EV3. A norvég szakasz még tervezés, a svéd kivitelezés alatt áll. Dániától Franciaországig az út csak részben kitáblázott, a francia és a spanyol szakaszokon pedig még tervezés alatt álló részeket is találunk.
- Útleírás a "A szabad ügynökség"-től (angol nyelven). [2008. április 30-i dátummal az eredetiből archiválva]. (Hozzáférés: 2008. március 29.)

#### Az EuroVelo 3 által érintett országok
- Norvégia
- Svédország
- Dánia
- Németország
- Belgium
- Franciaország
- Spanyolország

### EuroVelo 4

Az EuroVelo 4 nyomvonala

Az EuroVelo 4 (Central Europe Route; magyarul: Közép-európai útvonal) egy nyugat-keleti útvonal. Nevéhez végig hű marad, bár nyomvonalán inkább Közép-Európán belül is az északabbi országokat igyekszik meglátogatni. A francia szakaszon tervezés alatt álló, kivitelezés alatt álló és kitáblázott részeket is találunk. Belgiumtól Lengyelországig kitáblázatlan az útvonal, kivéve két rövidebb cseh szakaszt. Lengyelországban - az ukrán részhez hasonlóan - tervezés alatt álló részek is vannak.

#### Az EuroVelo 4 által érintett országok
- Franciaország
- Belgium
- Hollandia
- Németország
- Csehország
- Lengyelország
- Ukrajna

### EuroVelo 5

Az EuroVelo 5 nyomvonala

Az EuroVelo 5 (Via Romea Francigena) egy nyugatról délkeletre tartó útvonal. Neve onnan ered, hogy a történet szerint Sigeric, Canterbury érseke útra kelt, hogy átvegye palliumát a pápától. Az EuroVelo 5. vonalán pedig az ő útját járhatjuk végig, csak kerékpáron. Az Egyesült Királyságban lévő rövid szakasz már kitáblázott. A kompátkelést követő francia szaksz még tervezés alatt áll. A belga útvonalak részben kitáblázottak, csakúgy, mint Luxemburgban, ahol azonban tervezés alatt álló részeket is találunk. A német szakasz is kivitelezés alatt áll, az ezt követő (második) francia szakasz azonban kitáblázott. A svájci rész még nincs kész, az olasz nagy része pedig még csak tervezés alatt áll.

#### Az EuroVelo 5 által érintett országok
- Egyesült Királyság
- Franciaország
- Belgium
- Luxemburg
- Svájc
- Olaszország

### EuroVelo 6

Az EuroVelo 6 nyomvonala

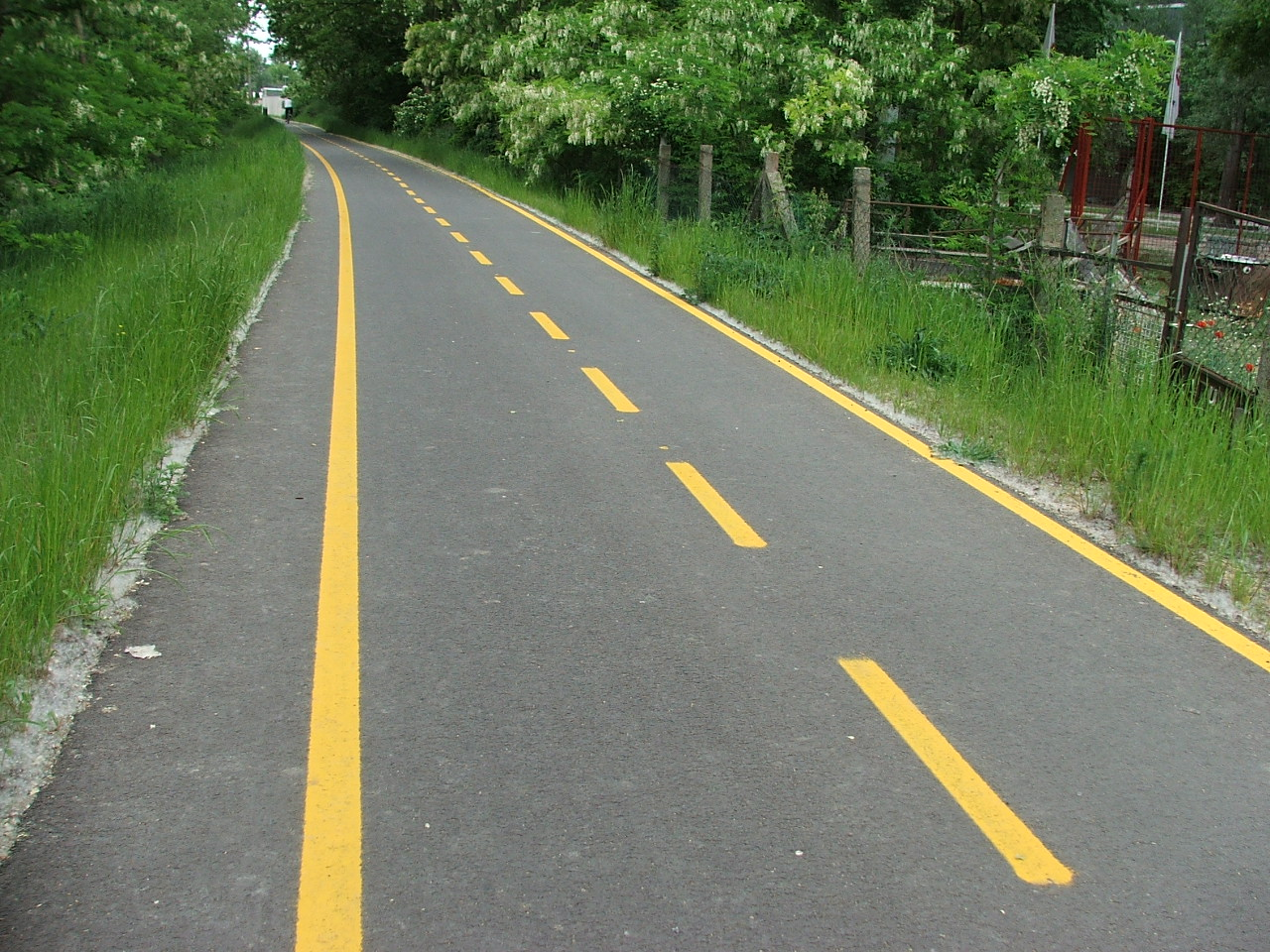
EuroVelo 6 kerékpárút Szentendrén

Az EuroVelo 6 (Atlantic – Black Sea; magyarul: Atlanti-óceán–Fekete-tenger; Folyók útvonala) több fontos, nagy európai folyót érint, követ. Az első olyan EuroVelo vonal, amely érinti Magyarországot. A Duna torkolatánál Konstancában éri el a Fekete-tengert. Az EV6 legnépszerűbb része a Donauradweg (Duna menti kerékpárút), amely Passau (Németország) és az ausztriai Bécs közt húzódik, majd folytatódik Pozsonyig, Szlovákiában. A Duna-menti kerékpárútnak köszönhetően igen nagy része kivitelezett és kitáblázott, az egyedüli kivitelezés alatt álló szakaszai Németországban (rövid rész), Szlovákiában (a szlovák szakasz helyett a magyar szakaszon is lehet haladni a Duna másik partján párhuzamosan), Romániában és Bulgáriában találhatók.

#### Az EuroVelo 6 által érintett országok
- Franciaország
- Svájc
- Németország
- Ausztria
- Szlovákia
- Magyarország
- Horvátország
- Szerbia
- Románia
- Bulgária

### EuroVelo 7

Az EuroVelo 7 nyomvonala

Az EuroVelo 7 (Sun Route; magyarul: Napfény útvonal) északról délre tart, s mivel kiindulópontja a norvég Északi-fok, ezért valójában inkább a délebbi szakaszai naposak. Végigfut viszont a melegebb éghajlatú Appennini-félszigeten, Olaszországon, végpontja pedig Máltán található. A norvég, finn szakaszok teljes egésze és az olasz szakasz nagy része még tervezés alatt áll. A svéd és a német szakaszok egésze, valamint a cseh, az osztrák és az olasz szakaszok egy része áll kivitelezés alatt. Egyes cseh és osztrák részek, valamint a teljes dán szakasz készen van.

#### Az EuroVelo 7 által érintett országok
- Norvégia
- Finnország
- Svédország
- Dánia
- Németország
- Csehország
- Ausztria
- Olaszország
- Málta

### EuroVelo 8

Az EuroVelo 8 nyomvonala

Az EuroVelo 8 (Mediterranean Route; magyarul: Mediterrán útvonal) egy nyugatról kelet felé tartó útvonal. Egy félkört ír le a Földközi-tenger körül. Egyelőre csupán nagyjából az olasz szakasz fele van kész, a többi kivitelezés alatt áll. Spanyolországból vízi akadály nélkül lehet eljutni Görögországba, az út második felén végig a Balkán-félszigeten fut a nyomvonal. Onnan viszont csak hajóval lehet átutazni Ciprusra, ahol a kerékpárút tulajdonképpen megkerüli az országot. A spanyol szakaszon vegyesen találhatóak kész, kivitelezés és tervezés alatt álló részek. A horvát szakasz még tervezés alatt, Monaco, Olaszország, Montenegró, Albánia, Görögország és Ciprus szakaszai még kivitelezés alatt állnak. A francia, török és szlovén részek készen vannak.

#### Bosznia-Hercegovina kikerülése
Jelenleg Bosznia-Hercegovinában a kerékpározáshoz adott lehetőségek miatt a turistáknak azt ajánlják, inkább a Pelješac félszigeten haladva kerüljék ki az országot. A jövőben lehetséges, hogy amennyiben a helyzet javul, az EuroVelo 8 az országban haladhat majd.

#### Az EuroVelo 8 által érintett országok
- Spanyolország
- Franciaország
- Monaco
- Olaszország
- Szlovénia
- Horvátország
- Bosznia-Hercegovina (jelenleg nem halad itt az útvonal)
- Montenegró
- Albánia
- Görögország
- Ciprus (Ciprusi Köztársaság és  Észak-Ciprus)

### EuroVelo 9

Az EuroVelo 9 nyomvonala

Az EuroVelo 9 (Baltic – Adriatic; magyarul: Balti-tenger–Adriai-tenger) észak–déli útvonal, mégis meglepően „délebbről” indul: Lengyelországban a Balti-tenger partjánál található Gdańskból kezdődik. Az EV9 osztrák szakasza 2004 nyarán-őszén készült el. Emellett a cseh szakasz is készen van, az olasz, a horvát, a szlovén szakaszok és a lengyel szakasz egy része kivitelezés alatt áll. A lengyel szakasz másik része tervezés alatt van.
- Bicózás a bornegyedben
- Kerékpár-útvonal Alsó-Ausztriában – EuroVelo 9

#### Az EuroVelo 9 által érintett országok
- Lengyelország
- Csehország
- Ausztria
- Szlovénia
- Olaszország
- Horvátország

### EuroVelo 10

Az EuroVelo 10 nyomvonala

Az EuroVelo 10 (Baltic Sea Cycle Route; magyarul: Balti-tengeri kerékpár útvonal) a hálózat első körútja, vagyis olyan tagja a hálózatnak, amelynek nem egy kiindulópontja és egy végpontja van, hanem egy kört alkot, ennek pedig bármely részéről el lehet indulni. Az útvonal az északi országokat látogatja meg, mégis szinte végig a part mellett halad. Lengyelországban kivitelezés alatt álló és tervezett szakaszok is találhatók. A német, svéd, finn, orosz, lett és litván szakaszok még kivitelezés alatt állnak, míg a dán és észt szakaszok készen vannak.

#### Az EuroVelo 10 által érintett országok
- Lengyelország
- Németország
- Dánia
- Svédország
- Finnország
- Oroszország
- Észtország
- Lettország
- Litvánia

### EuroVelo 11

Az EuroVelo 11 nyomvonala

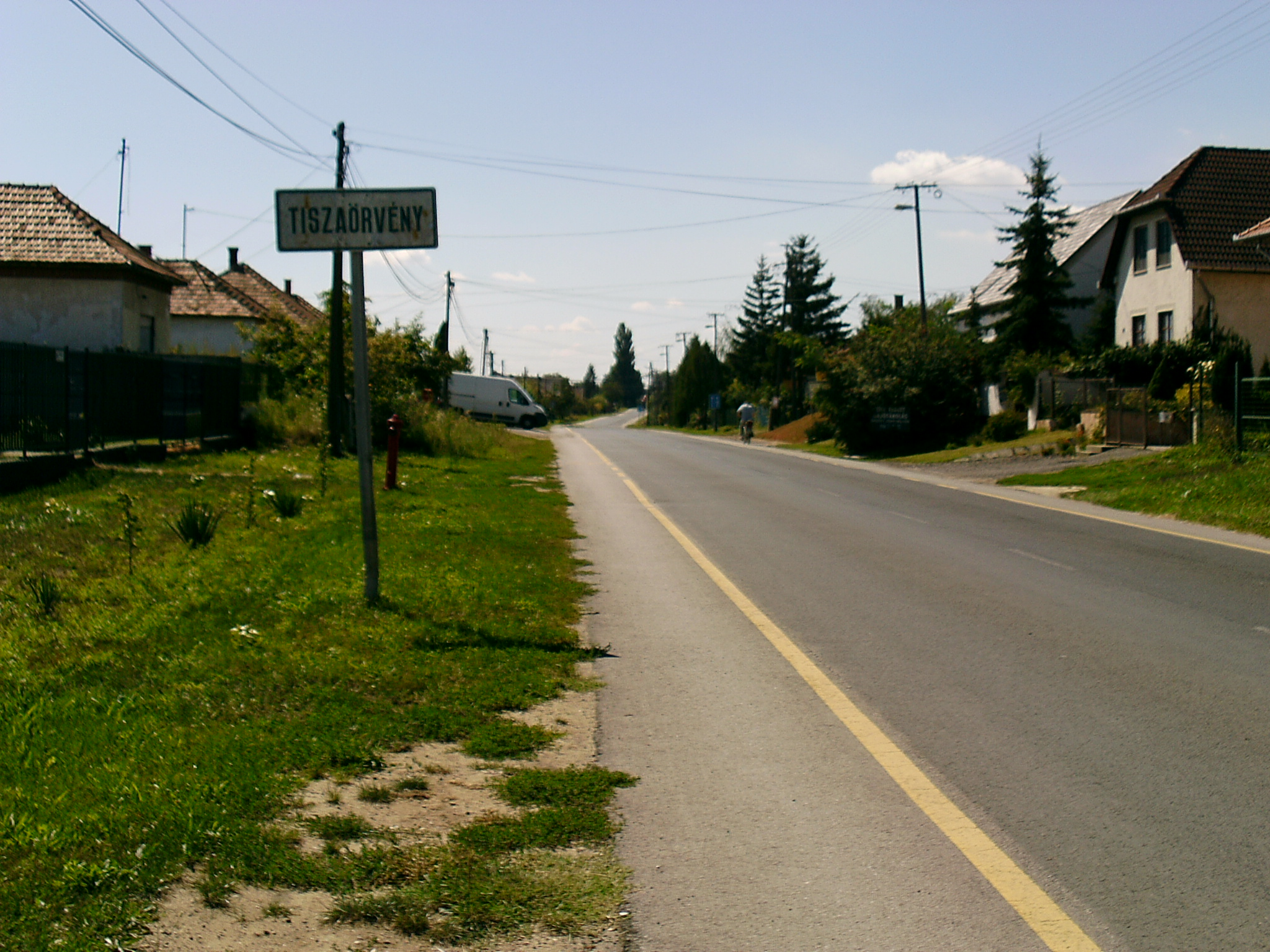
EuroVelo 11 kerékpárút Tiszaörvényen keresztül

Az EuroVelo 11 (East Europe Route; magyarul: Kelet-európai útvonal) északról délre halad, de mindig Kelet-Európában. A Magyarországon áthaladó EuroVelo útvonalak egyike. Magyarországi szakasza 300 km-nél is hosszabb, Sátoraljaújhelyt és Szegedet köti össze. A norvég, az észt, a litván, a szerb és a macedón szakasz még tervezés, a finn, a litván, a magyar és a görög kivitelezés alatt áll, a lengyel és a szlovák részek egyes részei tervezés, mások kivitelezés alatt állnak.

#### Az EuroVelo 11 által érintett országok
- Norvégia
- Finnország
- Észtország
- Lettország
- Litvánia
- Lengyelország
- Szlovákia
- Magyarország
- Szerbia
- Észak-Macedónia
- Görögország

### EuroVelo 12

Az EuroVelo 12 nyomvonala

Az EuroVelo 12 (North Sea Cycle Route; magyarul: Északi-tengeri kerékpár útvonal) a második körút a hálózatban. Ez volt az első nagy európai útvonal, ami megnyílt. 2001 júniusában készült el a 6000 km-es út. Ezen az útvonalon is több olyan szakasz található, amelyet csak kompátkeléssel lehet teljesíteni. Egyedül a norvég szakasz áll tervezés alatt. A svéd, a német, a holland, a belga, a francia szakaszok kivitelezés alatt állnak. Dániában vegyesen találunk kivitelezés alatt álló és kész szakaszokat, míg az Egyesült Királyságban lévő rész kész van. A nyomvonal bekerült a Guinness Rekordok Könyvébe is, a leghosszabb megszakítás nélküli, jelzett kerékpárútként.
- Északi-tengeri kerékpáros útvonal

#### Az EuroVelo 12 által érintett országok
- Norvégia
- Svédország
- Dánia
- Németország
- Hollandia
- Belgium
- Egyesült Királyság

### EuroVelo 13

Az EuroVelo 13 nyomvonala

Az EuroVelo 13 (Iron Curtain Trail; magyarul: Vasfüggöny útvonal) egy észak-déli útvonal. Európát majdnem fél évszázadon keresztül választotta erőszakosan Keletre és Nyugatra a Vasfüggöny, a Barents-tengertől a Fekete-tengerig nyúló határvonal. A Vasfüggöny-út elnevezésű európai kerékpárútvonal a kontinens történetének ezt a fontos részét idézi fel bejárói számára. A vonal a leghosszabb az EuroVelo hálózatban, így több mint kilencszer hosszabb, mint a legrövidebb testvére, az EV17. Csak a norvég szakasz áll tervezés alatt. A finn, az orosz, a lett, a litván, a lengyel, a német, a horvát, a bulgár, a macedón, a görög és a török részek még kivitelezés alatt állnak. Az észt, az osztrák, a szlovák, a szlovén és a román szakasz kész van, míg a cseh, a magyar és a szerb részek helyenként készen vannak, másutt még kivitelezés alatt állnak. A vonal Ausztriából érkezik Magyarországra. Innen három országba, Szlovéniába, Horvátországba és Szerbiába lehet majd tovább menni a tervek szerint. A magyar részen kész, kivitelezés alatt álló és egyelőre tervezett részek is vannak. Az EV13 nyomvonala az EuroVelo hálózatban rekordmennyiségű, 20 országot érint.

#### Az EuroVelo 13 által érintett országok

Az EuroVelo 14 nyomvonala

- Norvégia
- Finnország
- Oroszország
- Észtország
- Lettország
- Litvánia
- Lengyelország
- Németország
- Csehország
- Ausztria
- Szlovákia
- Magyarország
- Szlovénia
- Horvátország
- Szerbia
- Románia
- Bulgária
- Észak-Macedónia
- Görögország
- Törökország

### EuroVelo 14
Az EuroVelo 14 által érintett országok
- Ausztria
- Magyarország

### EuroVelo 15

Az EuroVelo 15 nyomvonala

Az EuroVelo 15 (Rhine Route; magyarul: Rajna menti kerékpár útvonal) egy észak-déli útvonal, amely végig egyetlen folyót követ, illetve igyekszik a közelében futni. Az első olyan EuroVelo vonal, amely teljesen kész, vagyis megfelel olyan követelményeknek, mint például a végig kitáblázott útvonal, vagy az, hogy az interneten elérhetőek térképek, valamint a teljes nyomvonal is. Sok helyen az útvonal a folyó mindkét partján fut. 2012. szeptember 7-én került átadásra.
- Eurovelo 15, the Rhine Cycle Route debuts new website

#### Az EuroVelo 15 által érintett országok

Az EuroVelo 17 nyomvonala

- Svájc
- Németország
- Franciaország
- Hollandia

### EuroVelo 17
Az EuroVelo 17 (Rhone Cycle Route; magyarul: Rhône menti kerékpár útvonal), amely egy észak-déli útvonal, több tekintetben is csúcstartó. Először is, ez a legrövidebb vonal, érdekesség azonban, hogy mégsem ez lett kész elsőként, hanem társa, az EV15. Másodszor ez érinti a legkevesebb országot, szám szerint kettőt. Az EV15-höz hasonlóan egy folyót követ végig, amely a nevében is megtalálható: Rhône. A svájci szakasz készen van, a francia még kivitelezés alatt áll.

#### Az EuroVelo 17 által érintett országok

Az EuroVelo 19 nyomvonala

- Svájc
- Franciaország

### EuroVelo 19
Az EuroVelo 19 által érintett országok
- Franciaország
- Belgium
- Hollandia

## Az útvonalak szakaszainak státuszai[3]
- Realised (befejezett): Olyan 50 km-nél hosszabb szakaszok, amelyeknél kint találhatóak a nemzeti útjelzők, és a megtervezett útvonal megtalálható online.
- Not realised (nem befejezett): Olyan szakaszok, ahol nincs útjelzés és/vagy nincs megtervezett útvonal és/vagy az útvonal tartalmaz néhány igen problémás szakaszt (például autópályák, magas forgalmú utak).
- Planned (tervezett): Feltételezett út két pont között (vagyis csak nagyjából van meg, hol menjen a túra nyomvonala).